# Giải bóng đá Hạng Nhì Quốc gia 2016 (kết quả chi tiết)
Dưới đây là kết quả các trận đấu tại Giải bóng đá hạng Nhì Quốc gia 2016.

## Bảng A

### Vòng 1
| 12 tháng 4 năm 2016 | Bình Thuận | 0-0 | Lâm Đồng                                                                        | Sân vận động Phan Thiết   |  |
| 15:00               |            |     | Nguyễn Văn Tùng (24) 28' · Phùng Khắc Nhất (5) 73' · Đỗ Phan Thành Phú (22) 80' | Trọng tài: Dương Hữu Phúc |  |

| 12 tháng 4 năm 2016 | Sanatech Khánh Hòa                             | 0-1 | Bình Định                                          | Sân vận động 19 tháng 8                        |  |
| 15:00               | Lê Văn Duy (7) 12' · Nguyễn Hoàng Quân (4) 50' |     | Nguyễn Văn Ton (9) 82' · Châu Hoàng Thiện (10) 78' | Lượng khán giả: 150 Trọng tài: Khổng Tam Cường |  |

| 12 tháng 4 năm 2016 | Trẻ Hà Nội T&T                                                                       | 4-2 | Công An Nhân Dân                                                                 | Sân Trung tâm Hà Nội T&T                    |  |
| 15:00               | Phạm Tuấn Hải (10) 32', 46', 48' · Nguyễn Tiến Dũng (3) 36' · Phan Huy Tuấn (12) 62' |     | Đinh Văn Hưng (10) 8', 44' · Chu Văn Kiên (19) 12' · Nguyễn Văn Ngọc (8) 64' 86' | Lượng khán giả: 200 Trọng tài: Vũ Quốc Hoan |  |

### Vòng 2
| 17 tháng 4 năm 2016 | Bình Định                                              | 3-1 | Lâm Đồng        | Sân vận động Quy Nhơn  |  |
| 15:30               | Lê Thanh Phong (14) 27' · Nguyễn Đức Rin (22) 55', 81' |     | K' Lưu (13) 78' | Trọng tài: Lê Đức Cảnh |  |

| 17 tháng 4 năm 2016 | Sanatech Khánh Hòa                                                                                      | 1-1 | Bình Thuận                                                                                                   | Sân vận động 19 tháng 8                          |  |
| 15:00               | Nguyễn Trọng Sứng (11) 44' · Trần Trọng Huy (12) 18' · Nguyễn Thế Chấu (6) 59' · Trần Duy Quân (13) 64' |     | Nguyễn Văn Thái (23) 50' · Trịnh Đức Bốn (6) 41' · Hồ Nguyễn Chí Đại (17) 43' · Nguyễn Lê Trung Quốc (7) 65' | Lượng khán giả: 300 Trọng tài: Nguyễn Ngọc Tưởng |  |

| 17 tháng 4 năm 2016 | Viettel                                              | 0-1 | Trẻ Hà Nội T&T                                                           | Sân Trung tâm Viettel      |  |
| 15:00               | Đào Hùng Phong (4) 51' · Nguyễn Đức H. Minh (17) 90' |     | Phạm Tuấn Hải (10) 52' · Đậu Văn Toàn (6) 22' · Phạm Tuấn Hải (10) 90+2' | Trọng tài: Trần Quốc Thịnh |  |

### Vòng 3
| 22 tháng 4 năm 2016 | Bình Thuận                                       | 1-1 | Bình Định                                                                                         | Sân vận động Phan Thiết                              |  |
| 15:00               | Trịnh Đức Bốn (6) 6' · Nguyễn Đức Cường (22) 77' |     | Lê Thanh Tài (8) 90+2' · Nguyễn Thái Sơn (2) 11' · Cao Văn Khánh (16) 51' · Lê Anh Thuận (17) 84' | Lượng khán giả: 300 Trọng tài: Nguyễn Đình Hồng Quân |  |

| 22 tháng 4 năm 2016 | Lâm Đồng                                            | 1-0 | Sanatech Khánh Hòa | Sân vận động Lâm Đồng                        |  |
| 15:00               | Nguyễn Trọng Hoàng (9) 47' · Nguyễn Duy Lợi (8) 77' |     |                    | Lượng khán giả: 600 Trọng tài: Mai Xuân Hùng |  |

| 22 tháng 4 năm 2016 | Công An Nhân Dân                                                                  | 1-1 | Viettel             | Sân vận động Hà Đông                           |  |
| 15:30               | Đinh Văn Hưng (10) 17' · Nguyễn Đức Hoàng Minh (17) 29' · Bùi Quý Trường (18) 80' |     | Lê Tuấn Anh (9) 67' | Lượng khán giả: 200 Trọng tài: Nguyễn Mạnh Hải |  |

### Vòng 4
| 28 tháng 4 năm 2016 | Lâm Đồng                  | 0-0 | Trẻ Hà Nội T&T        | Sân vận động Lâm Đồng                            |  |
| 15:00               | Nguyễn Văn Thắng (16) 71' |     | Trần Đình Bảo (3) 69' | Lượng khán giả: 500 Trọng tài: Nguyễn Ngọc Thắng |  |

| 28 tháng 4 năm 2016 | Bình Thuận                                                                     | 0-2 | Công An Nhân Dân                                                                                   | Sân vận động Phan Thiết                         |  |
| 15:00               | Lê Văn Công (24) 63' · Hồ Nguyễn Chí Đại (17) 89' · Nguyễn Tấn Công (14) 90+3' |     | Phạm Đức Thông (14) 10' · Nguyễn Văn Long (11) 72' · Phạm Văn Tuấn (6) 30' · Chu Văn Kiên (19) 51' | Lượng khán giả: 400 Trọng tài: Tạ Công Châu Hòa |  |

| 28 tháng 4 năm 2016 | Bình Định                                                                   | 2-0 | Viettel               | Sân vận động Quy Nhơn                        |  |
| 15:00               | Lê Phương Thời (12) 41' · Lê Thanh Phong (14) 66' · Phan Thanh Tịnh (5) 32' |     | Hàn Văn Tuấn (14) 21' | Lượng khán giả: 1.000 Trọng tài: Hà Văn Thức |  |

## Bảng B

### Vòng 1
| 12 tháng 4 năm 2016 | An Giang                                                                            | 2-0 | Vĩnh Long | Sân vận động An Giang                          |  |
| 15:30               | Nguyễn Thanh Thảo (8) 2' · Nguyễn Thành Long (21) 81' · Nguyễn Thanh Thảo (8) 45+3' |     |           | Lượng khán giả: 700 Trọng tài: Nguyễn Văn Chôm |  |

| 12 tháng 4 năm 2016 | Mancons Sài Gòn                                                                | 2-0 | VPF                   | Sân vận động Thống Nhất                    |  |
| 15:00               | Nguyễn Anh Việt (11) 46' · Phan Thanh Bình (16) 50' · Nguyễn Đình Lợi (17) 26' |     | Phạm Văn Lộc (16) 23' | Lượng khán giả: 200 Trọng tài: Đỗ Thành Đệ |  |

| 12 tháng 4 năm 2016 | Tiền Giang                | 1-0 | Bến Tre | Sân vận động Tiền Giang                    |  |
| 15:30               | Dương Minh Thắng (15) 54' |     |         | Lượng khán giả: 400 Trọng tài: La Văn Hùng |  |

### Vòng 2
| 17 tháng 4 năm 2016 | PVF | 0-0 | An Giang                                              | Sân vận động Thành Long                      |  |
| 15:00               | Võ Ngọc Tỉnh (6) 45+2' · Lê Văn Điệp (7) 56' · Nguyễn Hồng Sơn (18) 84' · Nguyễn Đoàn Tr. Nhân (14) 87' |     | Nguyễn Phan Thế Lam (16) 34' · Trần Gia Nam (2) 90+3' | Lượng khán giả: 200 Trọng tài: Trần Văn Điền |  |

| 17 tháng 4 năm 2016 | Trẻ Long An | 2-1 | Bến Tre | Sân vận động Long An                      |  |
| 15:30               | Lê Hoàng Dương (10) 18' · Nguyễn Nhật Nam (22) 76' · Đoàn Hải Quân (7) 75' · Nguyễn Hiếu Đan (21) 86' · Lê Nguyễn Hữu Tuấn (11) 90+3' |     | Huỳnh Hoàng Khanh (27) 12' · Dương Trung Hiếu (7) 17' · Huỳnh Hoàng Khanh (27) 39' · Văn Công Quý (19) 69' | Lượng khán giả: 300 Trọng tài: Trương Phi |  |

| 18 tháng 4 năm 2016 | Mancons Sài Gòn                                                                     | 2-2 | Tiền Giang | Sân vận động Thống Nhất                      |  |
| 15:00               | Nguyễn Đình Lợi (17) 45+1', 57' · Phạm Tuấn Vũ (27) 45'+2, Nguyễn Anh Việt (11) 65' |     | Ma Văn Tuấn (8) 27' · Huỳnh Thanh Khiêm (11) 63' · Phan Nguyễn Tuấn Anh (12) 44' · Mã Anh Duy (22) 89' · Nguyễn Đình Lợi (17) 15' 78' | Lượng khán giả: 300 Trọng tài: Trần Văn Khỏe |  |

### Vòng 3
| 22 tháng 4 năm 2016 | Trẻ Long An                                                                 | 2-2 | Mancons Sài Gòn                                                            | Sân vận động Long An                         |  |
| 15:30               | Lê Hoàng Dương (10) 66' · Nguyễn Nhật Nam (22) 77' · Nguyễn Khắc Vũ (2) 32' |     | Lương Minh Vũ (8) 67' · Nguyễn Anh Việt (11) 82' · Nguyễn Văn Sản (14) 21' | Lượng khán giả: 300 Trọng tài: Phan Văn Tuấn |  |

| 22 tháng 4 năm 2016 | Vĩnh Long | 1-3 | PVF | Sân vận động Vĩnh Long                       |  |
| 15:30               | Phạm Đoàn Tiến Phát (15) 70' · Trần Thành Minh (4) 40' · Trần Đình Trường (8) 47' · Nguyễn Xuân Bách (6) 90' · Lê Hiếu Nhơn (25) 90+1' · Đặng Nguyên Vũ (19) 90+3' |     | Hồ Minh Dĩ (11) 51' · Nguyễn Vũ Tín (10) 79' · Nguyễn Hồng Sơn (18) 90+2' · Hồ Minh Dĩ (11) 63' · Bùi Xuân Lộc (12) 68' · Hồ Nhật Cường (4) 86' | Lượng khán giả: 400 Trọng tài: Trần Quốc Bảo |  |

| 22 tháng 4 năm 2016 | Bến Tre                    | 0-0 | An Giang                                                                                | Sân vận động Bến Tre                          |  |
| 15:30               | Huỳnh Phong Vũ (14) 9' 85' |     | Nguyễn Thành Thảo (8) 49' · Nguyễn Thanh Long (21) 68' · Nguyễn Phan Thế Lam (16) 90+2' | Lượng khán giả: 700 Trọng tài: Trần Hữu Thanh |  |

### Vòng 4
| 27 tháng 4 năm 2016 | Bến Tre                                                                             | 1-3 | Mancons Sài Gòn | Sân vận động Bến Tre                       |  |
| 15:30               | Nguyễn Viết Chiều (10) 16' · Nguyễn Viết Chiều (16) 70' · Trần Duy Quang (13) 79' · |     | Phan Thanh Bình (16) 36' · Trương Công Vũ (18) 62' · Nguyễn Anh Việt (11) 72' · Ung Duy Tiến (9) 77' · Phạm Tuấn Vũ (27) 53' 83' | Lượng khán giả: 700 Trọng tài: La Văn Hùng |  |

| 27 tháng 4 năm 2016 | PVF                                                                      | 1-0 | Trẻ Long An           | Sân vận động Thành Long                        |  |
| 15:30               | Lê Văn Điệp (7) 49' · Hồ Nhật Cường (4) 33' · Ngô Huỳnh Trí Nhân (5) 84' |     | Đoàn Hải Quân (7) 67' | Lượng khán giả: 200 Trọng tài: Nguyễn Văn Chôm |  |

| 27 tháng 4 năm 2016 | Tiền Giang                                                                     | 2-0 | Vĩnh Long                | Sân vận động Tiền Giang                        |  |
| 15:30               | Dương Minh Thắng (14) 55', 90' · Mã Anh Duy (22) 56' · Nguyễn Bảo Anh (18) 76' |     | Trần Thanh Tùng (50) 14' | Lượng khán giả: 400 Trọng tài: Nguyễn Văn Diễn |  |